# Scotts Head
Scotts Head est un village de la paroisse de Saint-Mark en Dominique. Elle se situe dans le sud-ouest du pays, sur la côte. À proximité se trouve Cachacrou (ou également Scotts Head), une péninsule (ou isthme), et la baie de Soufrière.